# Brian Poole
Brian Poole, född 3 november 1941 i Barking, Essex, England, brittisk sångare, sjöng från 1957 till 1962 i gruppen The Tremeloes och från 1962 till 1966 i "Brian Poole & The Tremeloes".